# Uria lomvia

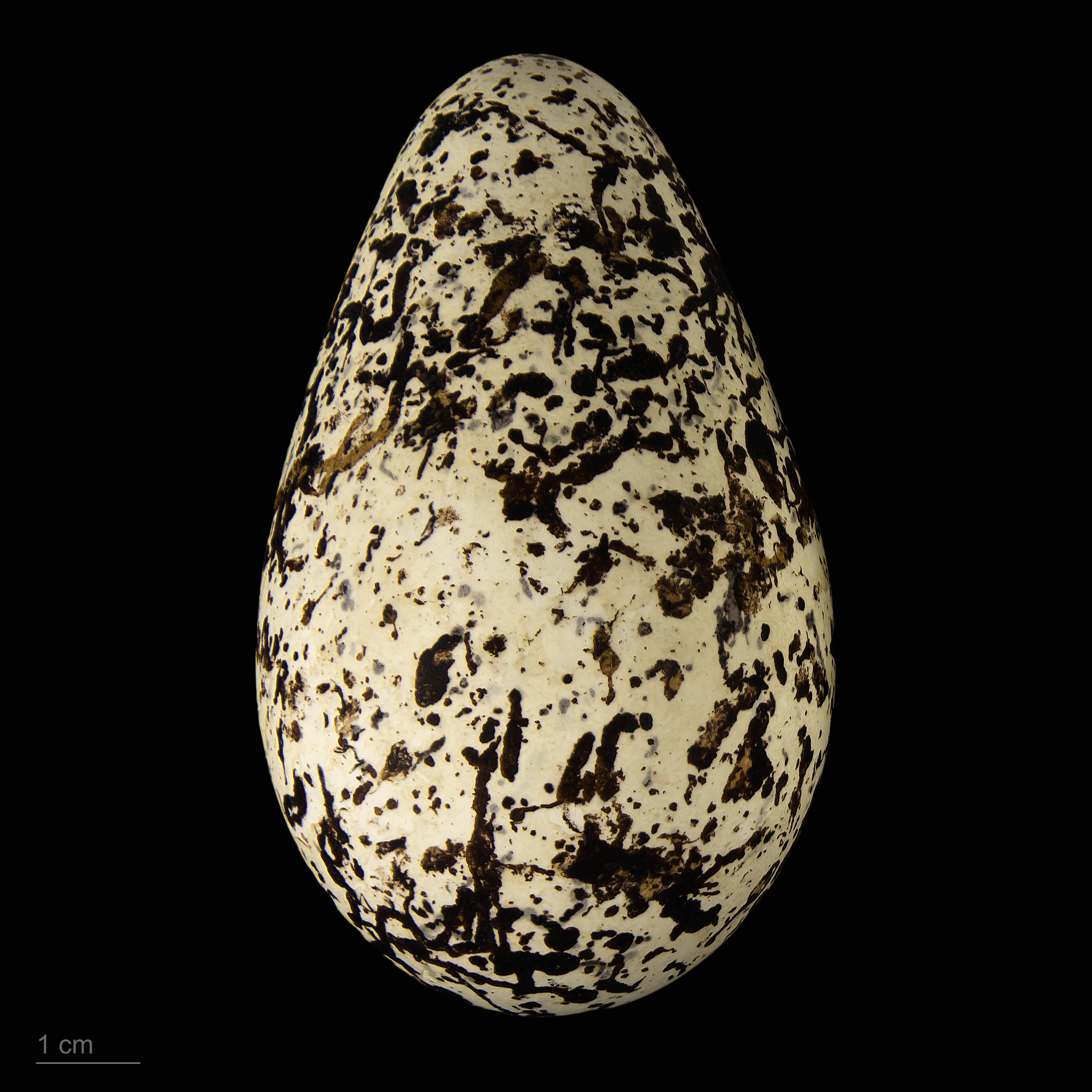
Uria lomvia lomvia

Uria lomvia là một loài chim trong họ Alcidae. Loài chim này được đặt theo tên của nhà động vật học người Đan Mạch Morten Thrane Brünnich. Chúng sống ở các vùng cực và cận cực của Bắc bán cầu, nơi tồn tại 4 phân loài khác nhau. Nó dành cả cuộc đời trên biển ở những vùng nước có nhiệt độ dưới 8 °C, ngoại trừ vào mùa sinh sản, nơi chúng hình thành các đàn dày đặc trên các vách đá. Nó mất nhiều nỗ lực để bay nhất đối với kích thước cơ thể của chúng, so với bất kỳ loài động vật nào.